# NGC 7053
NGC 7053 é uma galáxia  localizada na direcção da constelação de Pegasus. Possui uma declinação de +23° 05' 07" e uma ascensão recta de 21 horas, 21 minutos e 07,5 segundos.
A galáxia NGC 7053 foi descoberta em 2 de Setembro de 1863 por Albert Marth.